# (2450) Ioannisiani
(2450) Ioannisiani est un astéroïde de la ceinture principale.

## Description
(2450) Ioannisiani est un astéroïde de la ceinture principale. Il fut découvert le 1er septembre 1978 à Naoutchnyï par Nikolaï Tchernykh. Il présente une orbite caractérisée par un demi-grand axe de 3,12 UA, une excentricité de 0,10 et une inclinaison de 2,5° par rapport à l'écliptique.

## Compléments